# Eryngium triquetrum
Eryngium triquetrum là một loài thực vật có hoa trong họ Hoa tán. Loài này được Vahl mô tả khoa học đầu tiên năm 1791.